# Lotohaʻapai United
Lotoha’apai United ist ein tongaischer Fußballverein aus Veitongo. Die erste Mannschaft spielt derzeit in der höchsten Spielklasse, der Tonga Major League.

## Geschichte
Die Mannschaft ist Rekordmeister des Inselstaates mit zwölf nationalen Meisterschaftstiteln.
In der Saison 1999 konnte man sich erstmals für die entscheidende Oceania Club Championship Preliminary Round qualifizieren, scheiterte aber mit drei Niederlagen. Das Finale des Challenge Cup konnte man bislang nur ein einziges Mal erreichen, scheiterte aber in der Saison 2010/2011 mit 4:1 am Marist FC. Der Verein spielte 2001 zum zweiten Mal die Qualifikation für den Oceania Club Championship, schied aber nach fünf Niederlagen, in fünf Spielen erneut aus. 2006 folgte dann die erneute Qualifikation für die Preliminary Round des OFC Club Championship und scheiterte nur knapp als zweiter, mit drei Punkten Rückstand gegenüber den Nokia Eagles aus Fidschi. Bei der bislang vorletzten Teilnahme an der Preliminary Round scheiterte man anhand des Torverhältnisses gegenüber dem Punktgleichen Tupapa Maraerenga von den Cookinseln. In der OCL Preliminary Round 2013 scheiterte man erneut als schlechteste Mannschaft nach drei Niederlagen und verpasste dadurch die Qualifikation zur OFC Champions League. Im Jahr 2014 standen sie zum dritten Mal in Folge in der Vorqualifikation (Preliminary Round) zum Turnier. Nach einem Sieg und zwei Niederlagen schieden sie als Gruppendritter aus dem Turnier aus.

## Erfolge
- Tonga Major League: 20[9]

1998, 1999, 2000, 2001, 2002, 2003, 2004, 2005, 2006, 2007, 2008 (15. Meisterschaft insgesamt), 2011, 2012, 2013, 2014, 2018

## Stadion
Lotoha’apai United trägt seine Heimspiele im 1.000 Plätze fassenden Loto-Tonga Soka Centre aus, welches sich auf dem Gelände des Tonga College 'Atele in Toloa befindet.

## Frauenfußball
Der Verein besitzt mit dem Soccer Club Lotoha’apai (SC Lotoha’apai) auch eine Frauenfußballmannschaft, die seit seiner Gründung 2001 in der höchsten Liga der Major League spielt. Die Mannschaft konnte in der Saison 2002 seine erste nationale Meisterschaft feiern und zog erstmals ins Pokalfinale ein. Im entscheiden Pokalfinalspiel, scheiterte die Mannschaft jedoch an Nuku’alofa Eleven. Es folgte nur noch ein weiterer Meistertitel in der Saison 2011.

### Erfolge
- Tonga Major League: 2

2002, 2011, 2018